# 사용자 경험 디자인
사용자 경험 디자인(영어: User Experience Design, 유저 익스피리언스 디자인, UX design)은 사용자가 제품, 서비스 혹은 시스템을 사용하거나 체험하며 지각하도록 하는 디자인으로 조직적 상호교감적인 모델을 창조하고 개발하는 디자인의 한 분야이다. 사용자 경험 디자인은 사용자 중심 디자인의 원리에 기반하여 인간공학, 인간과 컴퓨터 상호 작용, 정보 아키텍처, 휴먼 팩터스, 사용자 인터페이스 디자인, 사용성 공학(Usability Engineering) 분야와 많은 공통된 요소를 지닌다.
또한 사용자 경험 디자인은 다학제적인 요소를 지니며 심리학, 인류학, 컴퓨터 공학, 마케팅, 그래픽 디자인 및 산업 디자인 분야와 깊은 관련이 있다.

## 개요
UX 디자인은 제품 디자인이나 패션 디자인 같이 제한적인 매체에 영향을 받지 않으며, 매체 독립적이고 여러 매체를 아우르는 디자인 경험을 만든다. 그래서 UX 디자인의 대상은 어느 한 상품, 서비스에 초점을 맞추지 않고, 전체적이며 다각적인 지각과 감각, 인지, 행동 등의 분명한 경험을 만들어 낸다. 
좁게는 어떤 제품이나 서비스를 사용할 때 얻는 사용자 경험으로 효율성과 설정한 목적을 이루는 디자인을 말한다. 예를 들어 검색을 쉽게 하는 웹사이트를 만드는 일이다. 더 넓게는 어떤 제품이나 서비스의 소비 과정에서 긍정적 경험을 만들어내어 사용자를 만족시키는 일이고,  브랜드 경험을 만들어내 사용자가 그 브랜드에 긍정적 이미지를 갖도록 한다.

## UX 디자이너
사용자 경험 디자인은 인간 공학에서 파생되었으며, 1940년대 이래로 사용자나 기기와 사용자가 처한 전체적인 사용 환경(사용 시스템을 설계하기 위한 관련 상황) 사이에서 나타나는 상호 작용으로 초점이 맞춰지고 있다. 최근에는 ‘사용자 중심 디자인’의 분야와도 연계되고 있다.
위에서 언급한 바와 같이 사용자 경험 디자인은 다 학제적인 성격을 가지고 있어 심리학, 인류학, 컴퓨터 공학, 시각 디자인, 공업 디자인, 인지 과학의 분야와 깊은 관련이 있다. 제품의 목적에 따라, UX는 커뮤니케이션 디자인, 산업 디자인, 게임 디자인과 같은 콘텐트 디자인도 포함한다. 콘텐트의 주제와 관련하여 사업, 정부, 기타 모임 등 다양한 배경에서 나타나는 UX를 기획하는 주제 관련 전문가(Subject Matter Expert, SME)와 협업이 이루어지기도 한다.

## 사용자 조사 전문가
사용자 조사 전문가(User Research)는 사용자를 대상으로 리서치를 해서 이들의 요구사항(니즈)을 파악하는 사람이다. 이들이 리서치에서 사용하는 방법은 다양하며, 프로젝트 기간 동안 여러 차례에 걸쳐 조사를 수행한다.
사용자 조사 전문가는 정보 설계가나 디자이너와 달리 사용자를 조사하는 역할을 한다는 측면에서 다르다.
- 에스노그래피 기반으로 사용자 관찰, 인터뷰 수행
- 직접 사용자 그룹과 생활하며 고도 관찰을 요하는 맥락 분석
- 사용자에게 비디오를 촬영하거나 일기를 써서 제출하라고 하는 간접적 관찰 방식

## UX 디자인
사용자 경험 디자인은 사용자가 특정한 인터랙션 시스템으로 받는 전체적인 경험, 그리고 그것의 제공자 혹은 경험을 통해 사용자가 갖게 되는 긍정적 영향 이상의 것들을 포함한다. 사용자 경험 디자인은 일반적으로 사용자 개인과 사용자의 요구나 목표를 지원하거나 충족하기 위해 기획된 시스템(가상 혹은 실제의 시스템), 혹은 요구 사항과 조직의 목표를 만족하기 위한 시스템 간의 인터랙션 순서를 정립한다.
일반적인 산출물:
- 현장 심사 (포함된 요소들에 대한 사용성 연구)
- 플로와 내비게이션 맵
- 사용자 스토리나 시나리오
- 퍼소나(시나리오를 수행하기 위한 가상의 사용자)
- UX 컨셉 기획문서(사용자 조사를 기반으로한 컨셉 기획서)
- 사이트맵과 콘텐츠 목록, IA
- 와이어 프레임(화면의 청사진 또는 스토리보드)
- 프로토타입(인터랙션이나 시뮬레이션을 위한)
- 설명서(행동이나 디자인을 묘사)
- 그래픽 시안 (기대되는 결과에 대한 정밀한 시각화)

## 이점
사용자 경험 디자인은 소프트웨어의 발전과 사용자 목표에 근거한 요청, 인터랙션 기획을 수행하기 위한 기타 애플리케이션의 발전 선상에 있다. 소프트웨어의 새로운 도입은 기술 진보와 변화의 요구의 빠른 발전과 맥을 이루어야만 한다. 사용자 경험 디자인은 다음과 같은 이점을 지닌다.
- 사용자의 요구를 벗어나는 요소 감소
- 전체적인 사용성과 체계의 증가
- 디자인과 상세하고 적합하게 예상된 가이드라인을 통한 개발의 효율성
- 사용자 관찰을 통한 사업과 마케팅의 목표 달성

## 같이 보기
- 액션리서치
- 애자일 소프트웨어 개발
- 고객 경험
- 디자인 싱킹
- 참여적 디자인
- 사용자 경험